# Paralinhomoeus tenuicaudatus
Paralinhomoeus tenuicaudatus är en rundmaskart som först beskrevs av Butschli 1874.  Paralinhomoeus tenuicaudatus ingår i släktet Paralinhomoeus och familjen Linhomoeidae. Arten är reproducerande i Sverige. Inga underarter finns listade i Catalogue of Life.